# Juan López Mella
Juan Manuel López Mella, född 1965 i Lugo, Spanien, död  10 maj 1995 i Albacete, Spanien, var en spansk roadracingförare som tävlade internationellt från 1987 till 1995.

## Roadracingkarriär
López Mella gjorde VM-debut i 250cc-klassen 1987. Han ställde upp i två Grand Prix det året, liksom även 1988. 1989 gick han upp till 500-klassen.  Han tävlade i Superbike-VM 1990, 1991 och del av 1992, där han tog en pallplats säsongen säsongen 1991. Han blev även spansk mästare i Superbike 1991 och 1992. López Mella startade sedan sitt eget team, och slutade tolva i 500cc-klassen säsongen 1993. Under den säsongen tog han två sjundeplatser, vilket var hans bästa resultat i Grand Prix-sammanhang. Under Roadracing-VM 1994 fick López Mella chansen att köra säsongsfinalen för Suzukis fabriksstall i Kevin Schwantz frånvaro. Säsongen i sig var dock mindre lyckad, och han fick nöja sig med en sextondeplats i VM. 1995 tävlade han i Thunderbikes Trophy (föregångare till Supersport) men hann bara deltaga i en tävling. Juan López Mella förolyckades den 10 maj 1995 i en bilolycka i närheten av Albacete på väg till en mindre tävling på Circuito de Calafat.